# Anne Rosat
Anne Rosat, née le 1er août 1935 à Ferrières, est une artiste et institutrice belge.

## Biographie
Anne Rosat grandit et fait ses études à Bruxelles, avant de s'installer aux Moulins, hameau de la commune de Château-d'Œx en 1958.
Depuis 1969, Anne Rosat pratique l'art du découpage s'inspirant à la fois de Johann Jakob Hauswirth (de) (1809-1871) et d'une longue tradition du Pays-d'Enhaut, elle compose des paysages, des montées à l'alpage, des bouquets de fleurs et des scènes de la vie locale. L'arrangement de ses silhouettes et de ses minuscules papiers de couleur garantissent à ses travaux un effet décoratif. 
Très vite Anne Rosat organise de nombreuses expositions, à Lausanne (Galerie Black), Zurich (Quadriga), Genève (Saint-Léger), Paris, New York ou ailleurs. Elle fait l'objet de divers reportages illustrés ou télévisuels. Ses œuvres enrichissent plusieurs collections, dont celles du Musée du Vieux Pays-d'Enhaut à Château-d'Œx avec le Centre suisse du papier découpé, de la Banque cantonale vaudoise, ou encore de la Banque vaudoise de crédit. Anne Rosat relance l'intérêt pour son art dans tout le pays et à l’étranger.
En 2009, l’Association « Plans Fixes » lui consacre un film : « Papiers découpés, un art heureux ». 
Également très investie au niveau humanitaire, elle crée et préside de 2001 à 2014 à Bruxelles, le « Fonds Rosat-Colin » qui venait en aide à des populations scolaires de milieux culturels défavorisés et à de jeunes handicapés.
Dès 2003, elle s’investit au Burkina-Faso en créant l’Association MAIA-Suisse (Maïa = humanisme en langue bambara). Le but est l’éducation, le financement d’Activités Génératrices de Revenus pour les femmes des hameaux de brousse (moulins à céréales, fabrication de produits à vendre sur les marchés). Également : Forages d’eau potable, Réfection de dispensaires, Création d’école maternelle, etc.

## Honneurs
Elle est bourgeoise d’honneur de la commune de Château d’Oex.
Chevalier de l’Ordre de la Couronne de Belgique.
Officier de l’Ordre de Léopold de Belgique.

## Sources
- « Anne Rosat », sur la base de données des personnalités vaudoises sur la plateforme « Patrinum » de la Bibliothèque cantonale et universitaire de Lausanne.
- Anne Rosat : découpages, p. 3-19, 5-8, 79-86 et 103-108
- Anne Rosat, Galerie d'Etraz, Lausanne
- Plans-Fixes